# Prison (film)
Prison è un film statunitense del 1987 diretto da Renny Harlin.